# San Juan de la Encinilla
San Juan de la Encinilla – gmina w Hiszpanii, w prowincji Ávila, w Kastylii i León, o powierzchni 17,38 km². W 2011 roku gmina liczyła 103 mieszkańców.